# Contea di Gage
La contea di Gage (in inglese Gage County) è una contea dello Stato del Nebraska, negli Stati Uniti. La popolazione al censimento del 2000 era di 22 993 abitanti. Il capoluogo di contea è Beatrice.

## Geografia fisica
Secondo lo United States Census Bureau, la contea ha una superficie di 2227 km² di cui 2205 km² è terra (99,0%) e 22 km² (1,0%) acque interne.

### Contee confinanti
- Lancaster (nord)
- Otoe (nordest)
- Johnson (nordest)
- Pawnee (sudest)
- Washington (Kansas) (sudest)
- Marshall (Kansas) (sudest)
- Jefferson (ovest)
- Saline (nordovest)

## Infrastrutture e trasporti

### Principali autostrade
- U.S. Route 77
- U.S. Route 136
- Nebraska Highway 4
- Nebraska Highway 8
- Nebraska Highway 41
- Nebraska Highway 43
- Nebraska Highway 103
- Nebraska Highway 112

## Geografia antropica

### Città
- Beatrice (Capoluogo di contea)
- Blue Springs
- Wymore

### Villaggio
- Adams
- Barneston
- Clatonia
- Cortland
- Filley
- Liberty
- Odell
- Pickrell
- Virginia

### Census-designated place
- Holmesville

### Area non incorporata
- Ellis
- Hoag
- Krider
- Lanham
- Wyoming